# Un caso di identità
Un caso di identità (A Case of Identity) è un racconto giallo del 1891, il terzo dei 56 che vedono protagonista Sherlock Holmes scritti dall'autore britannico Arthur Conan Doyle. La storia fu pubblicata originariamente nel 1891 nel numero di settembre della rivista The Strand Magazine e fu la terza ad essere inclusa alla raccolta Le avventure di Sherlock Holmes.

## Trama
L'intera storia ruota attorno al caso di Miss Mary Sutherland, una gentildonna con un discreto reddito derivante dagli interessi su un cospicuo capitale. La signorina è fidanzata con un giovane londinese recentemente scomparso, e ritrovarlo si rivelerà per Holmes un'impresa abbastanza semplice, lasciando invece Watson alquanto perplesso.
Il giovane, il signor Hosmer Angel, viene descritto come un personaggio singolare, tranquillo ma molto riservato sulla sua vita: Mary sa solo che lavora in un ufficio in Leadenhall Street e niente di più specifico. Tutte le lettere che le invia sono dattiloscritte, addirittura la firma, e insiste che lei gli risponda inviando le sue lettere all'ufficio postale. Il culmine della triste relazione giunge quando il signor Angel abbandona Mary all'altare, il giorno del loro matrimonio. La signorina rivela inoltre che lo incontra soltanto quando il suo patrigno James Windibank, geloso di lei e contrario alle sue eventuali relazioni con qualcuno, si trova fuori dal Paese per lavoro. Holmes consiglia a Mary di dimenticare il signor Angel, consiglio prontamente ignorato dalla signorina che dichiara di voler aspettare il suo ritorno per dieci anni.
Holmes trova rapidamente una soluzione, subito confermata da una lettera dattiloscritta inviata da Hosmer a Mary: analizzando dei difetti nei singoli caratteri dovuti alla macchina da scrivere, capisce che le lettere di Mary e quelle di Hosmer sono state scritte alla stessa macchina. Da ciò deduce che in realtà il signor Angel altri non è che Windibank travestito, con l'intento di lasciare alla giovane una forte delusione amorosa e di non farla sposare mai più, continuando così a disporre dell'intero suo capitale.
Dopo aver risolto il caso, Holmes prevede che il signor Windibank farà carriera in ambito criminale e finirà per essere impiccato, decide inoltre di non rivelare alla giovane la soluzione, spiegando così la sua decisione nelle ultime righe del racconto:

## Adattamenti
- Su questa storia è basata la terza avventura della serie di film muti del 1921 con Eille Norwood.[2]
- Il nono episodio della seconda stagione della serie TV Sherlock Holmes - Indagini dal futuro (2001) è interamente basato sul racconto.[3]
- La storia è stata adattata per la radio almeno tre volte: con Tom Conway e Nigel Bruce nel 1948, con John Gielgud e Ralph Richardson nel 1954 e infine nel 1990 con Clive Merrison e Michael Williams.[4][5]
- L'episodio The Empty Hearse della serie TV Sherlock (2014) contiene un riferimento al racconto: un caso simile viene presentato a Holmes durante il periodo con Molly Hooper.
- Il quarto episodio della serie animata giapponese Sherlock Holmes (2014) contiene una rivisitazione del racconto.[6]
- La storia è stata adattata per il ruolo di incipit al terzo caso nel videogame del 2016 Sherlock Holmes: The Devil's Daughter, nel quale il giocatore può giungere a conclusioni diverse e scegliere cosa comunicare a Mary.
- Colin Dexter, conosciuto per aver scritto la serie di romanzi dell'Ispettore Morse, ha scritto il racconto breve A Case of Mis-Identity. In esso, il mistero è risolto da Sherlock, Mycroft e da Watson, che giungono a tre diverse conclusioni: quella di Holmes è identica al racconto originale, mentre Mycroft ritiene che Hosmer Angel sia un'invenzione di Mary e di sua madre ideata per eliminare il patrigno Windibank. In realtà è Watson a risolvere il caso, affermando che Hosmer Angel è una persona in carne e ossa, derubata mentre si recava al suo matrimonio e da lui avuta in cura.[7]